# Matti Hälli
Matti Aukusti Hälli, till 1940 Häll, född 20 mars 1913 i Uleåborg, död där 29 mars 1988, var en finländsk författare.
Hälli blev kandidat i samhällsvetenskaper 1952, och filosofie kandidat 1971. Han var främst känd som humorist, men i hans produktion ingår också ett flertal i mera allvarlig ton skrivna verk. Han debuterade 1940 med romanen Jäät lähtevät, vars huvudperson återfinns även i hans Uleåborgstrilogi, utgiven 1957–1967. 
Hälli var på 1950-talet en av landets produktivaste författare. Bland hans senare arbeten märks den självbiografiska skildringen Viheltäjä (1969) och berättelserna om byn Juurikorpi, samlade i volymen Juurikorven elämänmenosta (1975). Till hans mest kända verk hör vidare den i jagform skrivna psykologiserande romanen Suopursu kukkii (1943, svensk översättning Getporsen blommar, 1944), en skildring av det sena 1930-talets bohemiska societetsliv. Till svenska översattes vidare romanen Valmista sydämesi unohtamaan (1945, Far och son, 1946).
År 1958 erhöll han Pro Finlandia-medaljen.